# 김영수 (정치인)
김영수는 대한민국의 정치인이다.

## 학력
- 제천여자고등학교 졸업
- 연세대학교 사회학 학사

## 경력
- 대한미용사회 제천지부 지부장
- 새누리당 제천시 여성위원장
- 2014~2017 충북 제천시의회 시의원
- 2017~2018 충북 제천시의회 시의원